# Liane Engeman

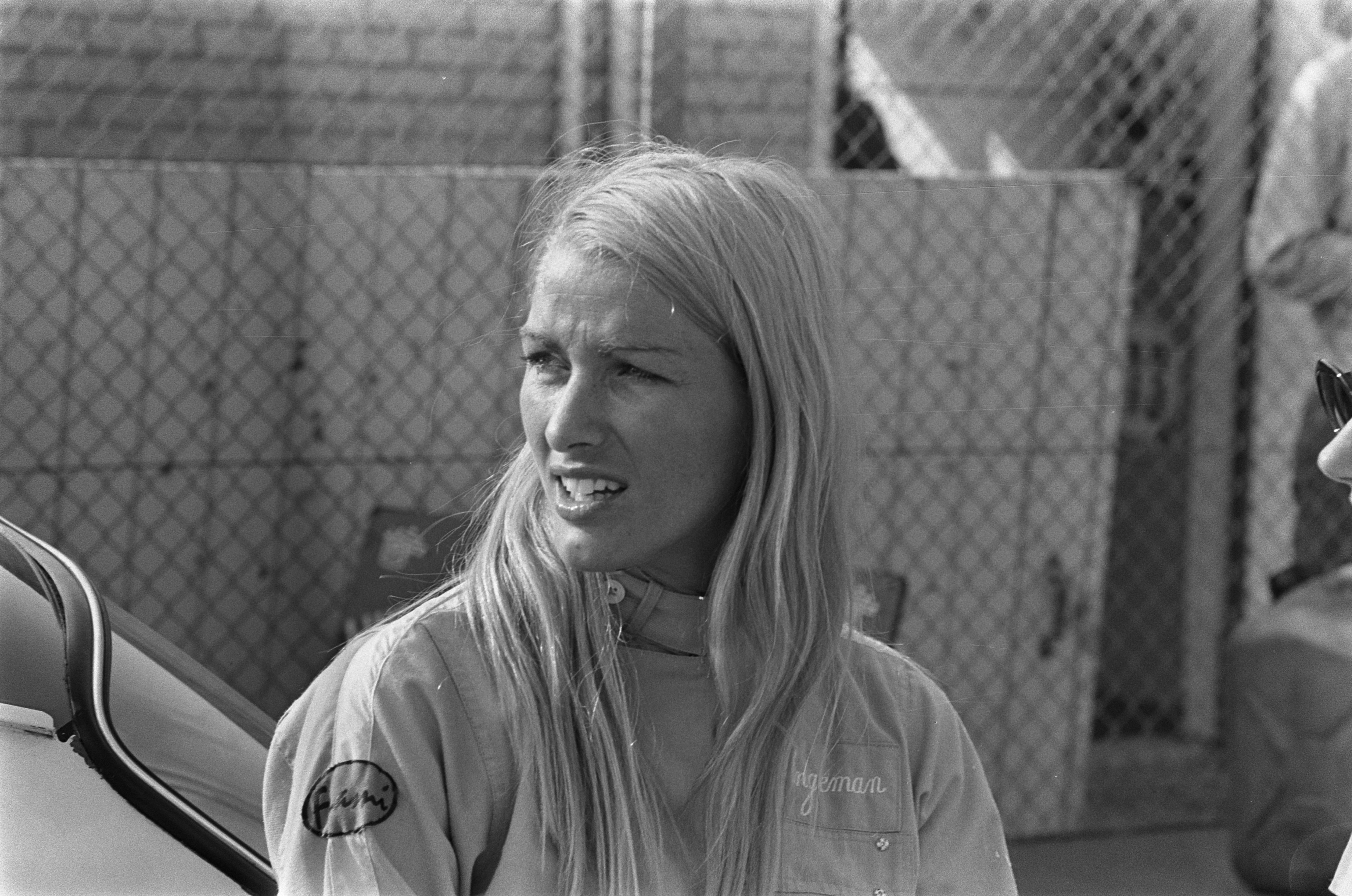
Engeman bei einem Rennen in Zandvoort, August 1970

Liane Engeman (* 24. März 1944 in Haarlem) ist eine ehemalige niederländische Automobilrennfahrerin. Sie fuhr hauptsächlich Tourenwagenrennen, begann ihre Karriere aber ursprünglich im Monopostosport.

## Persönliches

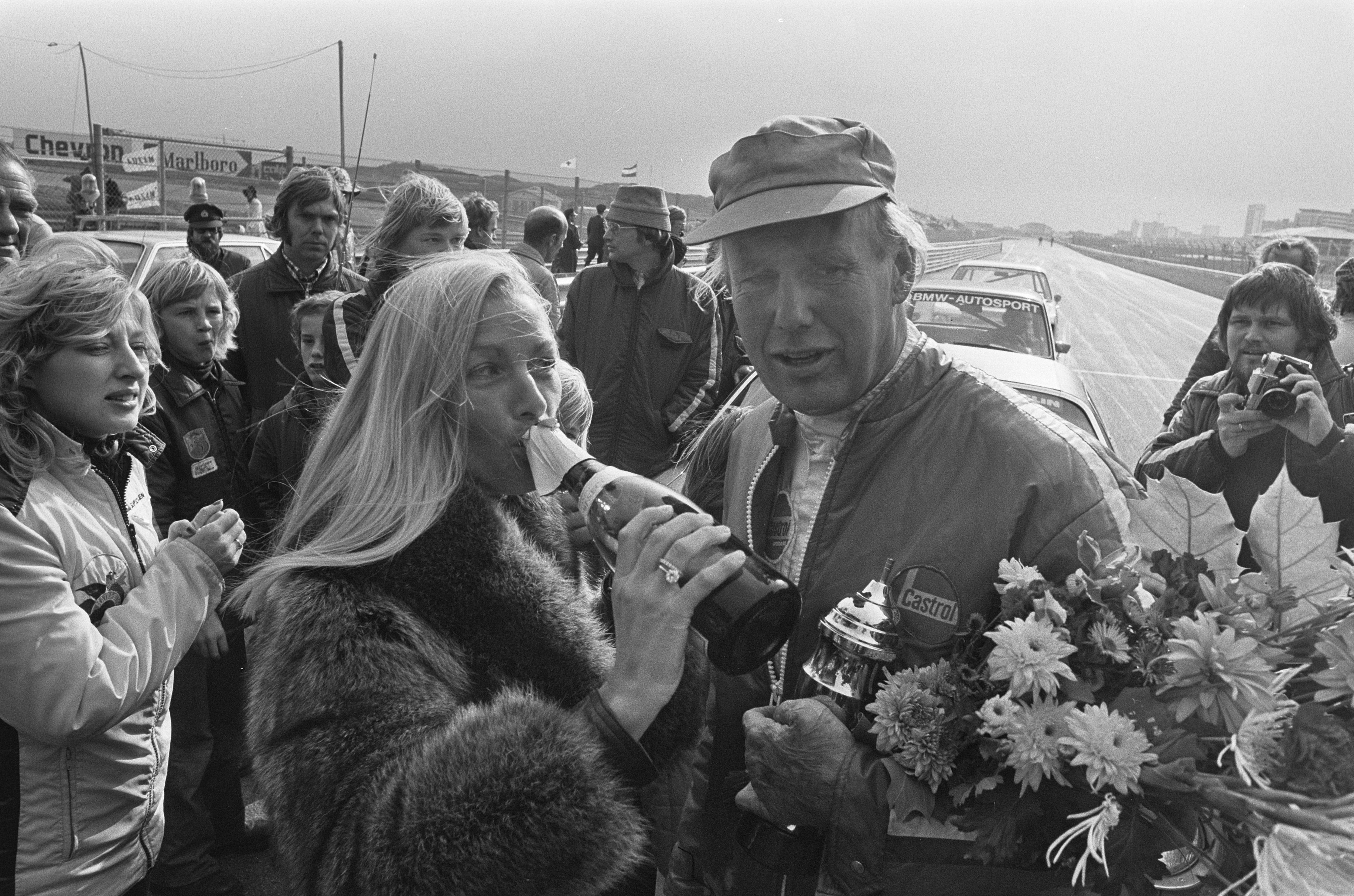
Rob Slotemaker (r.) förderte Engemans Karriere maßgeblich

Engeman wurde 1947 als Tochter eines Taxiunternehmers geboren und wuchs in der wohlhabenden Gemeinde Bloemendaal westlich von Haarlem auf. Sie besuchte die MULO De Hartelust, verließ die Schule aber schon mit 14 Jahren ohne Abschluss und nahm Gelegenheitsarbeiten wahr. Sie fuhr bereits mit fünfzehn Jahren Taxis im elterlichen Betrieb, anfangs ohne Fahrerlaubnis. An einer Bushaltestelle begegnete sie 1964 zufällig dem bereits im internationalen Automobilsport etablierten Rob Slotemaker, der im Circuit Park Zandvoort eine Rennfahrerschule betrieb und sie dorthin mitnahm. Dort kam Engeman zum ersten Mal mit dem Rennsport in Berührung. Nach einigen Testfahrten war Slotemaker von ihrem Talent überzeugt und förderte ab diesem Zeitpunkt Engemans Karriere.
Ab 1969 war Engeman kurzzeitig mit dem britischen Rennfahrer Keith St. John verheiratet, den sie 1967 bei einem Rennen im Vereinigten Königreich kennengelernt hatte. Im Februar 1972 ehelichte sie Piet Hein Keijzer in Haarlem, der bis 1978 in Lelystad eine Teppichfabrik betrieb, und zog 1980 zusammen mit ihrer Familie nach Spanien. Sie bekam mit Keijzer Zwillinge und lebt heute geschieden in Marbella an der spanischen Südküste.

## Karriere

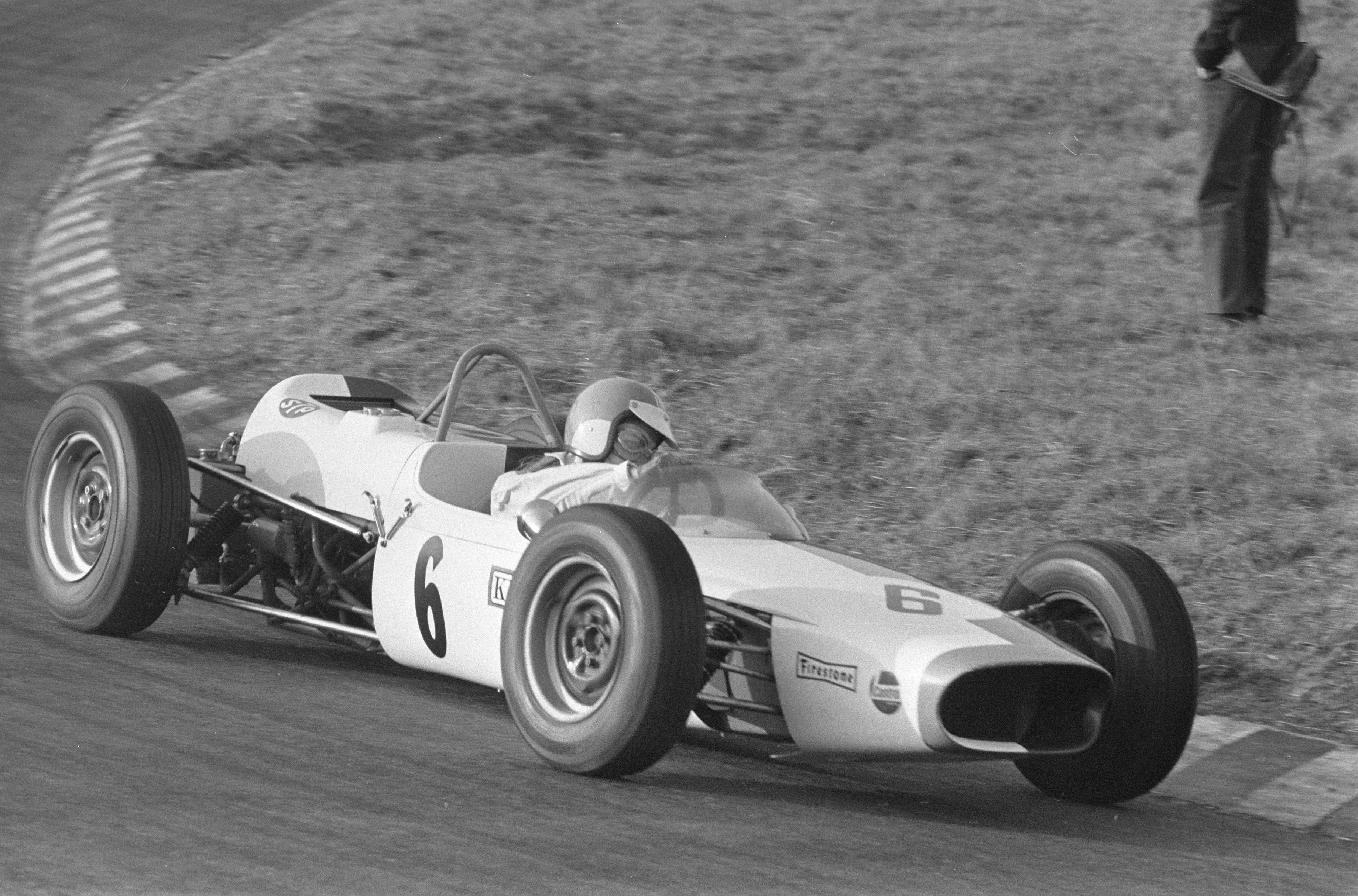
Engeman bei einem Formel-3-Lauf in Zandvoort, 1969

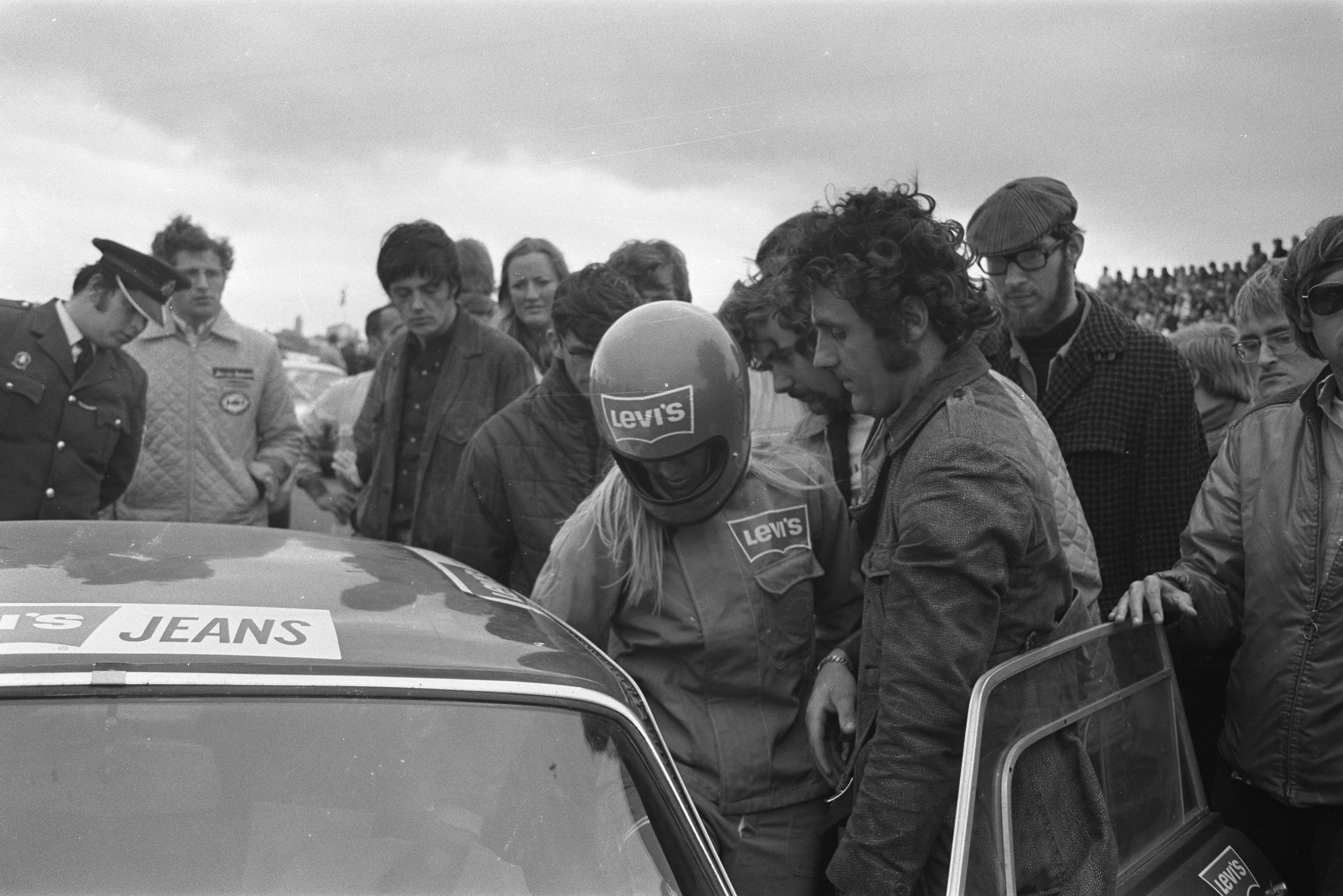
Mit Toine Hezemans bei einem Tourenwagenrennen, 1971

Engeman fuhr 1965 mit 21 Jahren ihr erstes Rennen. Sie startete in der kostengünstigen Formel V mit Motoren bis 1200 cm³ bei einem Lauf in Zandvoort und gewann überlegen vor den teils deutlich erfahreneren Konkurrenten. In Anbetracht der geringen Entwicklungsmöglichkeiten in den Niederlanden, wo es nur eine sehr kleine Interessensgemeinschaft an Motorsportlern gab, zog sie bald darauf ins Vereinigte Königreich, wo sie sich wieder mit kleineren Jobs durchschlug und schließlich bei Alan Mann Racing, die in den 1960er-Jahren unter anderem eng in den Markenauftritt von Ford bei europäischen Tourenwagenrennen eingebunden waren, in den Fahrerkader aufgenommen wurde. Mit finanzieller Unterstützung von Mann fuhr sie ab 1966 Rennen mit Minis in der British Saloon Car Championship. Parallel dazu bestritt sie weitere Läufe der Formel V und hielt eine Zeit lang den Rundenrekord auf dem Silverstone Circuit in dieser Fahrzeugklasse.
Beim 12-Stunden-Rennen von Sebring im April 1967 startete Engeman zusammen mit Janet Guthrie erstmals bei einer größeren, internationalen Veranstaltung. Mit einem Matra Djet erreichte das Duo den 23. Rang im Gesamtklassement und den Klassensieg für GT 1.3-Fahrzeuge. Weiter nahm Engeman mit einem Brabham BT15 an der für Fahrzeuge der Formel 3 ausgeschriebenen Zandvoort Trophy teil und belegte den 19. Platz. Beim 12-Stunden-Rennen von Sebring 1968, das Engemann wieder zusammen mit Guthrie auf einem AMC Javelin nach dem in diesem Jahr startberechtigten Reglement der Trans-Am-Serie bestritt, kam es zu einem vielbeachteten Zwischenfall, als der führende Ford GT40 von Paul Hawkins bei einer Überrundung mit einem konkurrierenden Porsche 911 kollidierte, der ruckartig Engeman, die sich verbremst hatte, ausweichen musste. Hawkins musste das Rennen aufgrund der dabei erlittenen Schäden am Fahrzeug wenige Runden danach aufgeben. Er beschimpfte Engeman und Guthrie daraufhin wüst, gab ihnen die alleinige Schuld am Unfall und sprach den beiden Frauen jede Qualifikation für den internationalen Motorsport ab. Im Juli 1969 gewann sie gemeinsam mit Bob Wollek den Klassensieg für 2.5l-Fahrzeuge der Gruppe 1 beim 24-Stunden-Rennen von Spa-Francorchamps 1969.
In den Folgejahren bestritt Engeman einzelne Rennen in der Tourenwagen-Europameisterschaft und Deutschen Rennsport-Meisterschaft mit verschiedenen Fahrzeugen und belegte für das private Team Radio Veronica mit einem Alfa Romeo GTA den dritten Platz beim Tourenwagen-EM-Lauf in Zandvoort 1971. Ihr international bestes Ergebnis war ein zweiter Platz beim 6-Stunden-Rennen auf dem Nürburgring 1971, wo sie im Autodelta-Werksteam von Alfa Romeo mit Toine Hezemans und Gijs van Lennep ein niederländisches Trio bildete. Sie nahm 1972 am Internationalen Eifelpokalrennen auf dem Nürburgring und dem Preis der Nationen auf dem Hockenheimring teil, die Teil der Deutschen-Rennsport-Meisterschaft waren, und erreichte auf Ford Capri als 6. bzw. 7. Ergebnisse im vorderen Mittelfeld. Nach einigen letzten, lokalen Rennen im Circuit Zandvoort beendete Engeman angesichts ihrer Schwangerschaft Ende 1973 ihre Karriere als Rennfahrerin und widmete sich fortan ihrer Familie. Sie befand sich zu diesem Zeitpunkt in Gesprächen mit British Racing Motors über ein potentielles Engagement für die Formel-1-Saison 1974.

## Statistik

### Sebring-Ergebnisse
| Jahr | Team                      | Fahrzeug             | Teamkollege   | Teamkollege    | Platzierung             | Ausfallgrund |
| ---- | ------------------------- | -------------------- | ------------- | -------------- | ----------------------- | ------------ |
| 1967 | Ring-Free Oil Racing Team | Matra Djet 5S        | Janet Guthrie |                | Rang 23 und Klassensieg |              |
| 1968 | G.& H. Engineering        | AMC Javelin          | Janet Guthrie |                | Ausfall                 | Unfall       |
| 1969 | Ring Free Oil Racing Team | Austin-Healey Sprite | Janet Guthrie | Donna Mae Mims | Rang 23                 |              |

### Einzelergebnisse in der Sportwagen-Weltmeisterschaft
| Saison | Team                 | Rennwagen            | 1   | 2   | 3   | 4   | 5   | 6   | 7   | 8   | 9   | 10  | 11  | 12  | 13  | 14  |
| ------ | -------------------- | -------------------- | --- | --- | --- | --- | --- | --- | --- | --- | --- | --- | --- | --- | --- | --- |
| 1967   | Ring-Free Oil Racing | Matra Djet           | DAY | SEB | MON | SPA | TAR | NÜR | LEM | HOK | MUG | BRH | CCE | ZEL | OVI | NÜR |
| 1967   | Ring-Free Oil Racing | Matra Djet           | 23  |     |     |     |     |     |     |     |     |     |     |     |     |     |
| 1968   | G.& H. Engineering   | AMC Javelin          | DAY | SEB | BRH | MON | TAR | NÜR | SPA | WAT | ZEL | LEM |     |     |     |     |
| 1968   | G.& H. Engineering   | AMC Javelin          | DNF |     |     |     |     |     |     |     |     |     |     |     |     |     |
| 1969   | Ring Free Oil Racing | Austin-Healey Sprite | DAY | SEB | BRH | MON | TAR | SPA | NÜR | LEM | WAT | ZEL |     |     |     |     |
| 1969   | Ring Free Oil Racing | Austin-Healey Sprite | 23  |     |     |     |     |     |     |     |     |     |     |     |     |     |